# سرنق
سرنق هي قرية في مقاطعة سلماس، إيران. يقدر عدد سكانها بـ 905 نسمة بحسب إحصاء 2016.